# Pützchens Markt

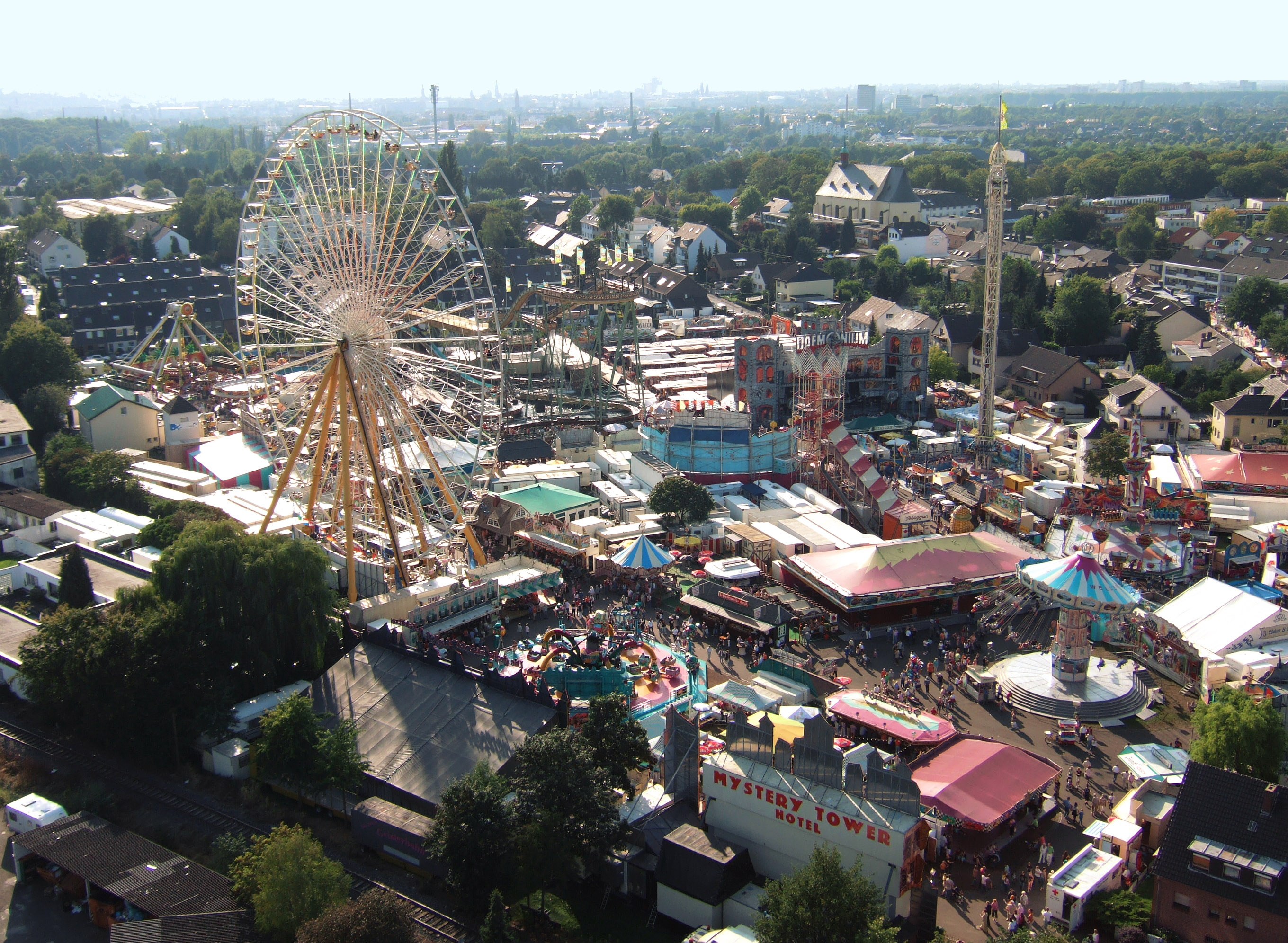
Pützchens Markt im Sommer 2006

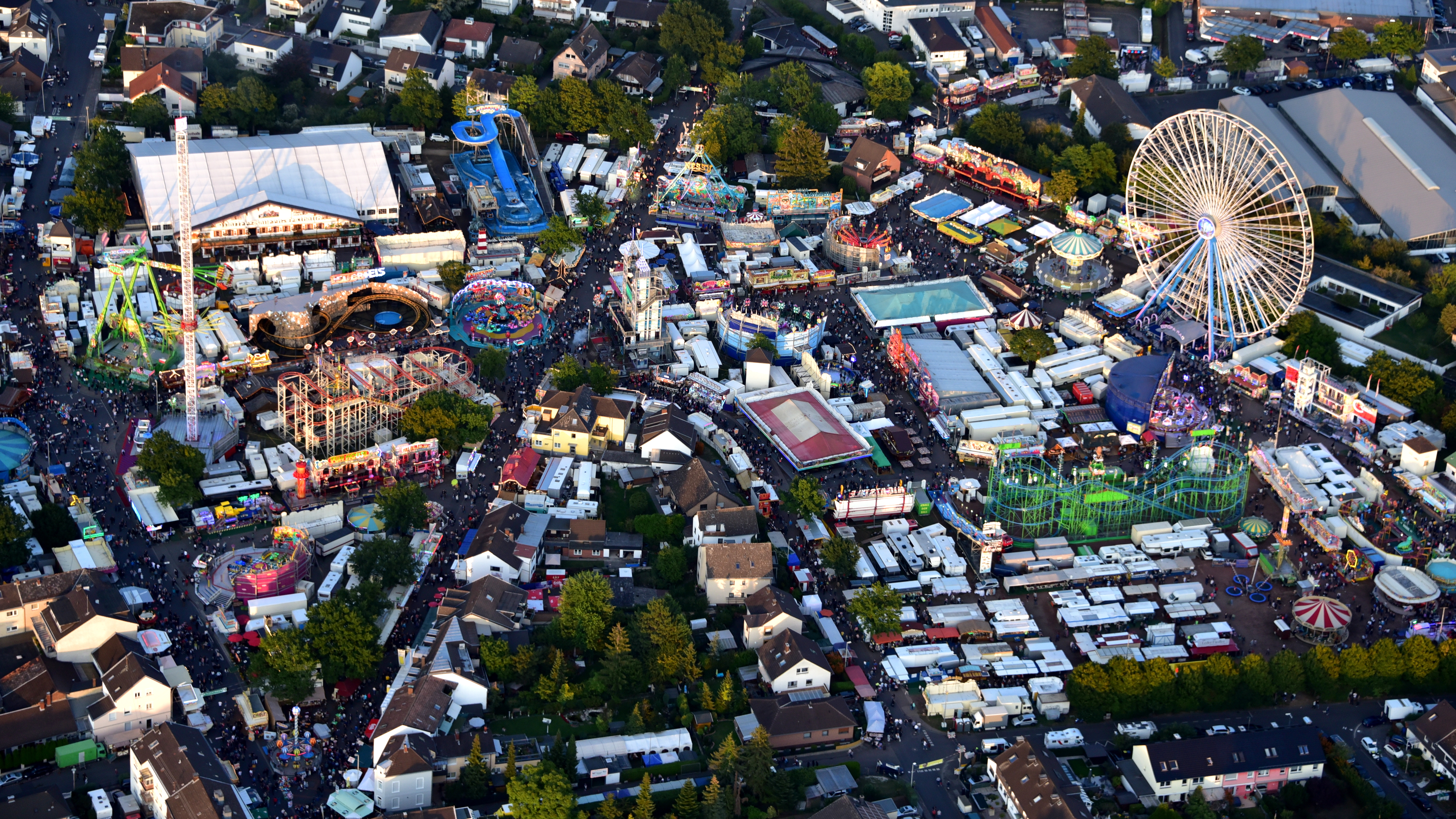
Pützchens Markt, Luftaufnahme (2019)

Pützchens Markt ist ein traditionsreicher Jahrmarkt, dessen Ursprung auf das Jahr 1367 zurückgeht. Seit Anfang des 18. Jahrhunderts findet er ab dem zweiten Wochenende im September hauptsächlich auf den Marktwiesen des heute zu Bonn gehörenden Pützchen-Bechlinghoven statt.
Die Kirmes ist eines der größten Volksfeste im Rheinland. Der Besucherrekord wurde mit rund 1,4 Millionen Personen im Jahr 2018 aufgestellt.

## Aufbau
Vor allem die großen Fahrgeschäfte wie Karussells, Geisterbahnen, Autoscooter und Ähnliches finden ihren Platz auf den Wiesen am ehemaligen Dorfrand von Pützchen. Die kleineren Geschäfte wie Schießbuden, Bierstände und Imbissbuden nehmen noch immer den historischen Ortskern von Pützchen entlang der Marktstraße in Besitz. Der Fußballplatz, der zu den Marktwiesen gehört, ist heute Standort des Pluutenmarkts, der im Mittelalter rund um die Pützchener Dorfkirche St. Adelheid stattfand. Da die Fahrgeschäfte immer größer wurden, dient er ebenfalls seit Jahren als Standort für die Hauptattraktionen des Jahrmarkts, die große Achterbahn oder die Wildwasserbahn.
Verschiedene Aktionen auf Pützchens Markt haben feste Tradition: Eröffnet wird die Kirmes am Freitag um 15:00 Uhr durch den Fassanstich des Stadtoberhaupts im Bayernzelt. Der katholische Festgottesdienst für die Schausteller beginnt am Sonntagmorgen um 10:00 Uhr. Am Montagmorgen laden diese Kinder aus den Waisenhäusern der Region zu Freifahrten ein. Dienstags zieht die Musikkapelle der Schausteller über den Platz; am Abend um 22:00 Uhr endet der Jahrmarkt mit einem großen Feuerwerk.
Auf den ehemaligen Feldern rund um die Integrierte Gesamtschule Bonn-Beuel finden die Lkw der Schausteller während der Veranstaltung Platz. Außerdem wird der historische Ortskern von Pützchen für den Autoverkehr gesperrt. In die alte Pützchener Grundschule, die Marktschule an der Hauptachse der Marktwiesen, zieht für die Zeit des Volksfestes die technische Leitung der Hilfsorganisationen zur Koordination aller Einsätze auf dem Festplatz sowie das Ordnungsamt der Stadt Bonn ein.

## Dauer
Nach der Eingemeindung der ehemaligen Stadt Beuel 1969 nach Bonn wurde die zunächst viertägige Kirmes (Samstag bis Dienstag) auf fünf Tage ohne Sperrstunde (Freitag bis Dienstag) verlängert. 2010 wurde der Jahrmarkt wegen der Einführung einer Sperrstunde probeweise auf sechs Tage (Donnerstag bis Dienstag) verlängert, der Beschluss im Dezember 2012 jedoch revidiert, sodass der Jahrmarkt seit 2013 wieder fünf Tage dauert. Die Sperrstunde variiert an den verschiedenen Tagen zwischen 24 und 3 Uhr.

## Geschichte

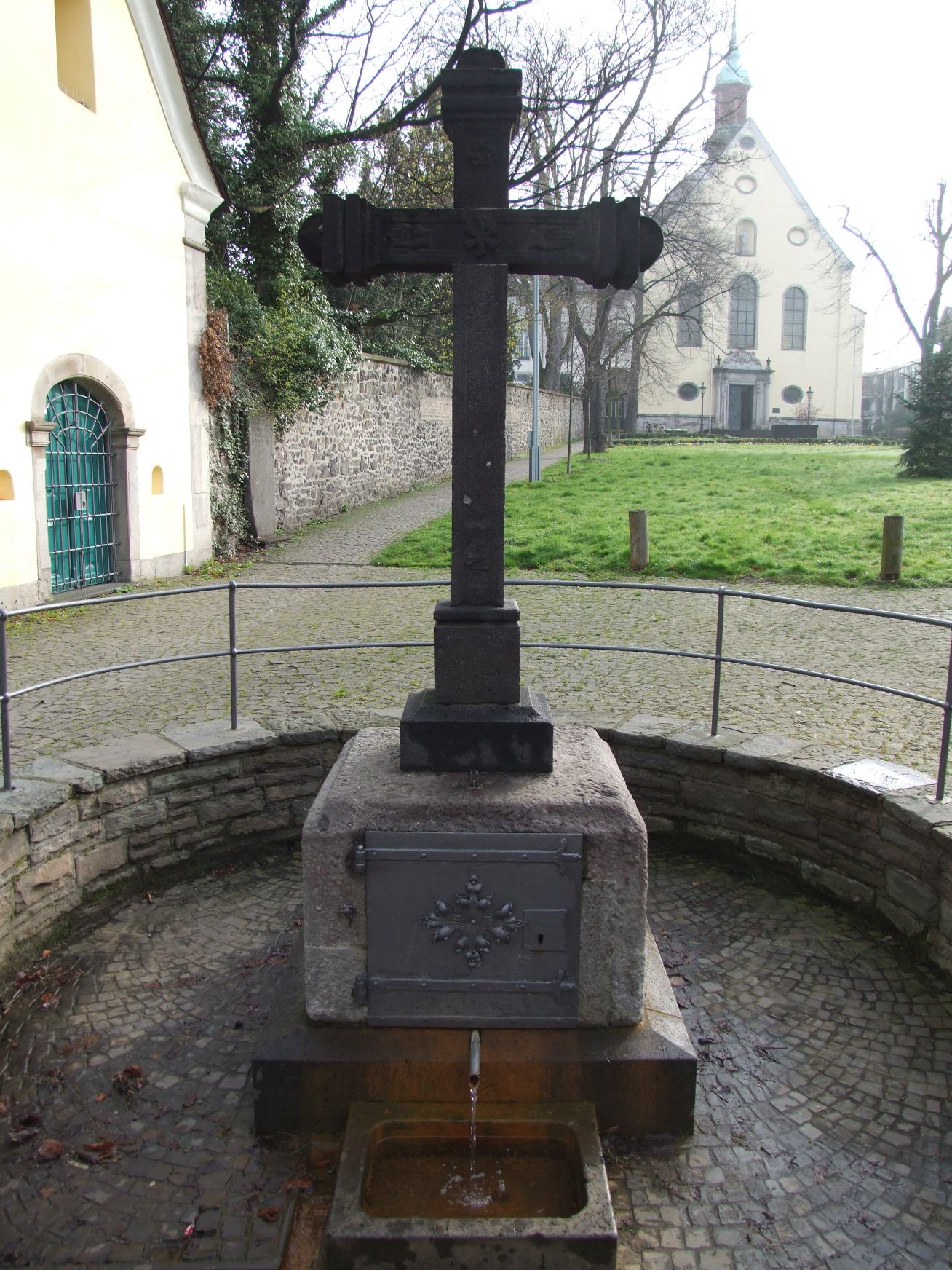
Adelheidis-Brunnen

Pützchens Markt ist aus der Wallfahrt zum Adelheidis-Brunnen hervorgegangen. Im Verlauf einer Bittprozession auf den Ländereien des Stiftes Vilich, dessen Äbtissin Adelheid von Vilich war, hatte die später Heiliggesprochene angeblich ihren Äbtissinnenstab in den Boden gestoßen und eine Quelle (rheinisch Pütz oder Pützchen) geschaffen. Da sich Adelheid auch der Armen und Kranken angenommen hatte, pilgerte man schon bald nach ihrem Tod zu ihrem Grab und der Quelle, wo zahlreiche Wunder geschehen sein sollen.
Da die Pilger verpflegt werden mussten, fanden sich Wirtsleute, Kaufleute und Gaukler ein, die neben der Wallfahrt einen mittelalterlichen Markt, erstmals um 1367 urkundlich erwähnt, entstehen ließen. Zunächst beschränkte sich der Markt auf den Handel mit Plunder, alten Kleidern (rheinisch Pluute) und Haushaltswaren, den Pluutenmarkt, der sich im Laufe der Jahrhunderte, insbesondere seit Anfang des 18. Jahrhunderts, zu einem modernen Jahrmarkt entwickelte.
Bis 1830 fand der Markt am 8. September (Mariä Geburt) statt, dann wurde er von der Wallfahrt getrennt und auf den 2. Septembersonntag verlegt.
2017 fand die 650. Auflage von Pützchens Markt mit einem besonderen Jubiläums-Programm statt. Dabei standen unter anderem die Bläck Fööss mit dem Beethoven-Orchester Bonn auf der Bühne im Bayernzelt. Erstmals wurde das Volksfest anlässlich des Jubiläums zudem von einer täglichen Sendung im Internet („PüMa Daily“) begleitet, in der unter anderem Schausteller, Veranstalter und Polizei zu Wort kamen. Die Sendung ist seitdem Bestandteil des jährlich stattfindenden Jahrmarktes. Im Jubiläumsjahr wurde Pützchens Markt von rund 1,2 Millionen Menschen besucht. Überschattet wurde das Jubiläum vom Tod eines Arbeiters, der beim Abbau des Riesenrads tödlich verunglückte.

## Absagen
Der Jahrmarkt der seinen Ursprung im Jahr 1367 hat und seit Ende des 18. Jahrhunderts jährlich stattfindet, musste 1892 erstmals, damals wegen Cholera, abgesagt werden. 1939, zu Beginn des Zweiten Weltkrieges, wurde der Markt abgebrochen und war bis 1945 verboten.
2001 wurde der Markt nach den Terroranschlägen auf das World Trade Center in New York vorzeitig abgebrochen. 2020 und 2021 wurde Pützchens Markt wegen der COVID-19-Pandemie abgesagt.

## Verkehr

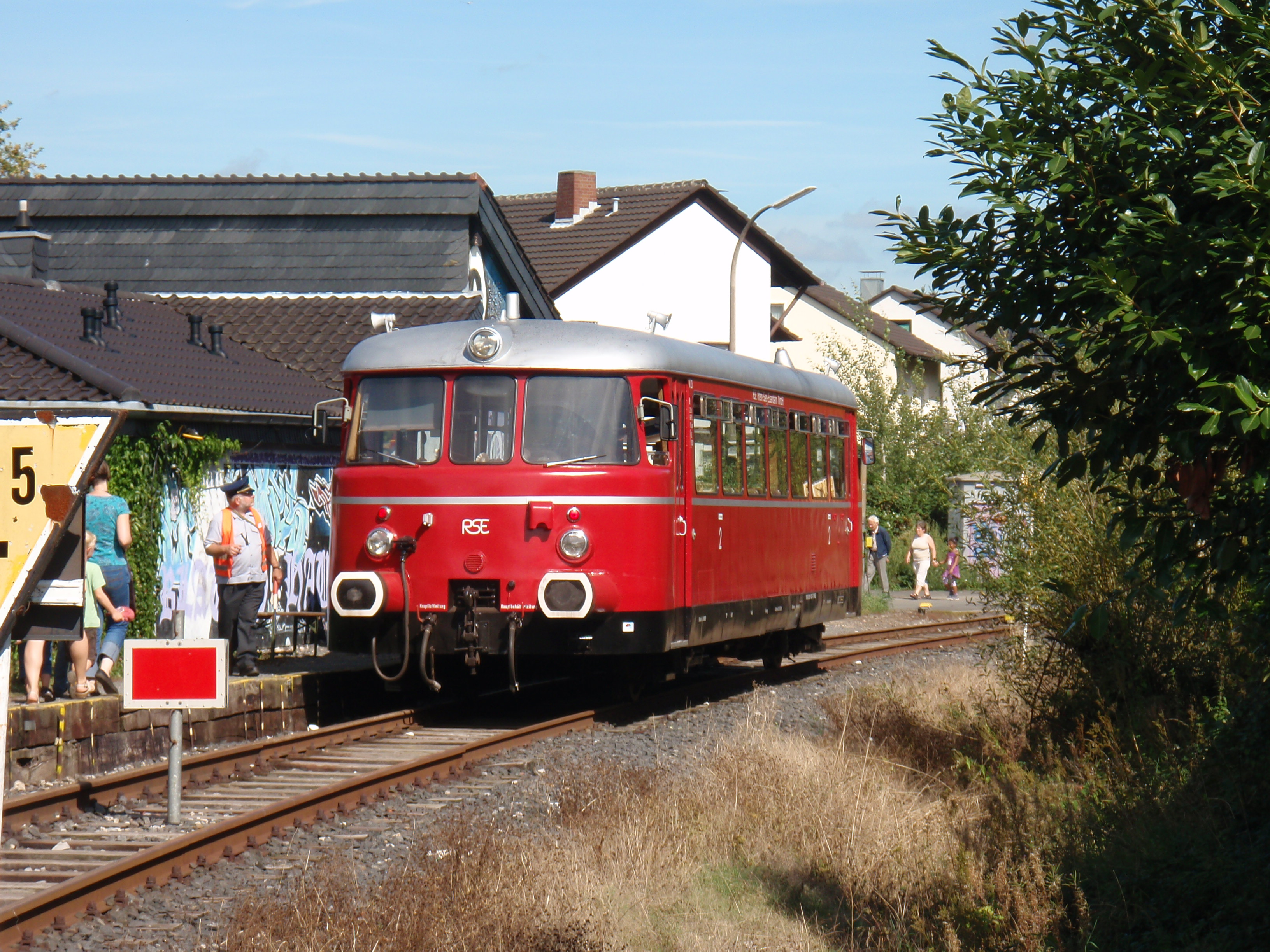
Haltepunkt Pützchens Markt

Der Haltepunkt Pützchens Markt liegt an der Bahnstrecke Bonn-Beuel–Hangelar und wurde bis 2019 während der Festtage von Sonderzügen der Rhein-Sieg-Eisenbahn bedient. Zum Einsatz kamen MAN-Schienenbusse in Einfachtraktion, die zwischen Beuel bzw. Hangelar und Pützchen pendelten.
Der normale Linienverkehr der SWB und der RSVG wird durch zahlreiche Verstärkerlinien von/nach Bonn und in den Rhein-Sieg-Kreis erweitert.